# باتشاتسكيي (كيميروفو)
باتشاتسكيي (بالروسية: Бачатский) هي مدينة في مقاطعة كيميروفو أوبلاست في روسيا.
يبلغ عدد سكانها حوالي 15460 نسمة.